# Wojciech Rubinowicz

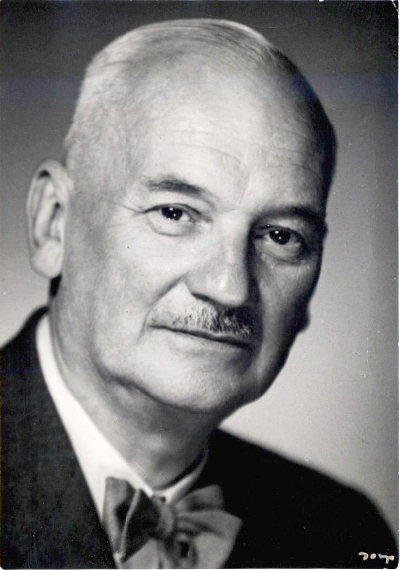
Wojciech Rubinowicz (1954)

Wojciech Sylwester Piotr Rubinowicz (Adalbert Silvester Peter Rubinowicz) (* 22. Februar 1889 in Sadagóra bei Czernowitz; † 13. Oktober 1974 in Warschau) war ein polnischer Physiker.

## Biografie
Rubinowicz wurde als Sohn eines Apothekers geboren und sollte die Apotheke übernehmen. Nach dem Abitur im Jahr 1908 entschied sich Rubinowicz aber für ein Studium an der physikalisch-mathematischen Fakultät der Czernowitzer Universität. Er studierte experimentelle Physik bei Josef von Geitler, theoretische Physik bei Michael Radaković und Mathematik bei Josip Plemelj.
1912 wurde er Assistent bei Geitler. Im Juli 1914 folgte die Promotion mit der Arbeit „Zur Frage der strengen Lösungen einiger Beugungsprobleme am Keil und Winkelspiegel“. Während des Ersten Weltkrieges wurde Czernowitz zeitweise von den Russen besetzt, die Universität wurde geschlossen. 1916 verließ Rubinowicz Czernowitz. In Grödig bei Salzburg war er 1916/1917 in der Kommandantur des Flüchtlingslagers St. Leonhard tätig, dann kam er nach München, wo er das Physikstudium bei Arnold Sommerfeld fortsetzte, der selbst 1896 einen wesentlichen Beitrag zur mathematischen Behandlung der Beugungsprobleme lieferte. 1917 wurde er Sommerfelds Assistent als Stipendiat der Anschütz-Kaempfe-Stiftung.
Nach dem Ende des Weltkrieges kam er 1918 kurz nach Czernowitz zurück, das jetzt unter rumänischer Herrschaft war. 1919 zog Rubinowicz nach Wien um. 1921 heiratete er Elisabeth Norst, Tochter von Anton Norst. 1931 wurde er Vater des Sohnes Jan.
1919–1920 war er in Kopenhagen bei Niels Bohr tätig. 1920 bis 1922 übernahm er auf Einladung von Plemelj den Lehrstuhl für Physik an der Universität in Ljubljana (dt. Laibach), 1922 wurde er auf den Lehrstuhl für theoretische Physik an der Allgemeinen Fakultät der Polytechnischen Hochschule in Lemberg (Lwów, Polen) berufen. 1937 übernahm den Lehrstuhl für theoretische Physik an der Jan-Kazimierz-Universität in Lemberg. Während des Zweiten Weltkrieges war er unter sowjetischer Herrschaft von 1939 bis 1941 und  von 1944 bis 1945 Professor der Lemberger Universität, während der Naziherrschaft von 1941 bis 1944 war Rubinowicz im geheimen Hochschulunterricht tätig. Ab Mai 1946 hatte er den Lehrstuhl für theoretische Mechanik an der Mathematisch-Physikalischen Fakultät der Warschauer Universität inne. Von 1950 bis 1953 war er auch Professor am Mathematischen Institut in Warschau. 1960 wurde Rubinowicz emeritiert. Rubinowicz veröffentlichte etwa 90 Abhandlungen und 17 Bücher, darunter acht Neuauflagen.
Zu seinen Doktoranden zählen Jerzy Rayski und Roman Stanisław Ingarden.

## Wissenschaftliche Tätigkeit

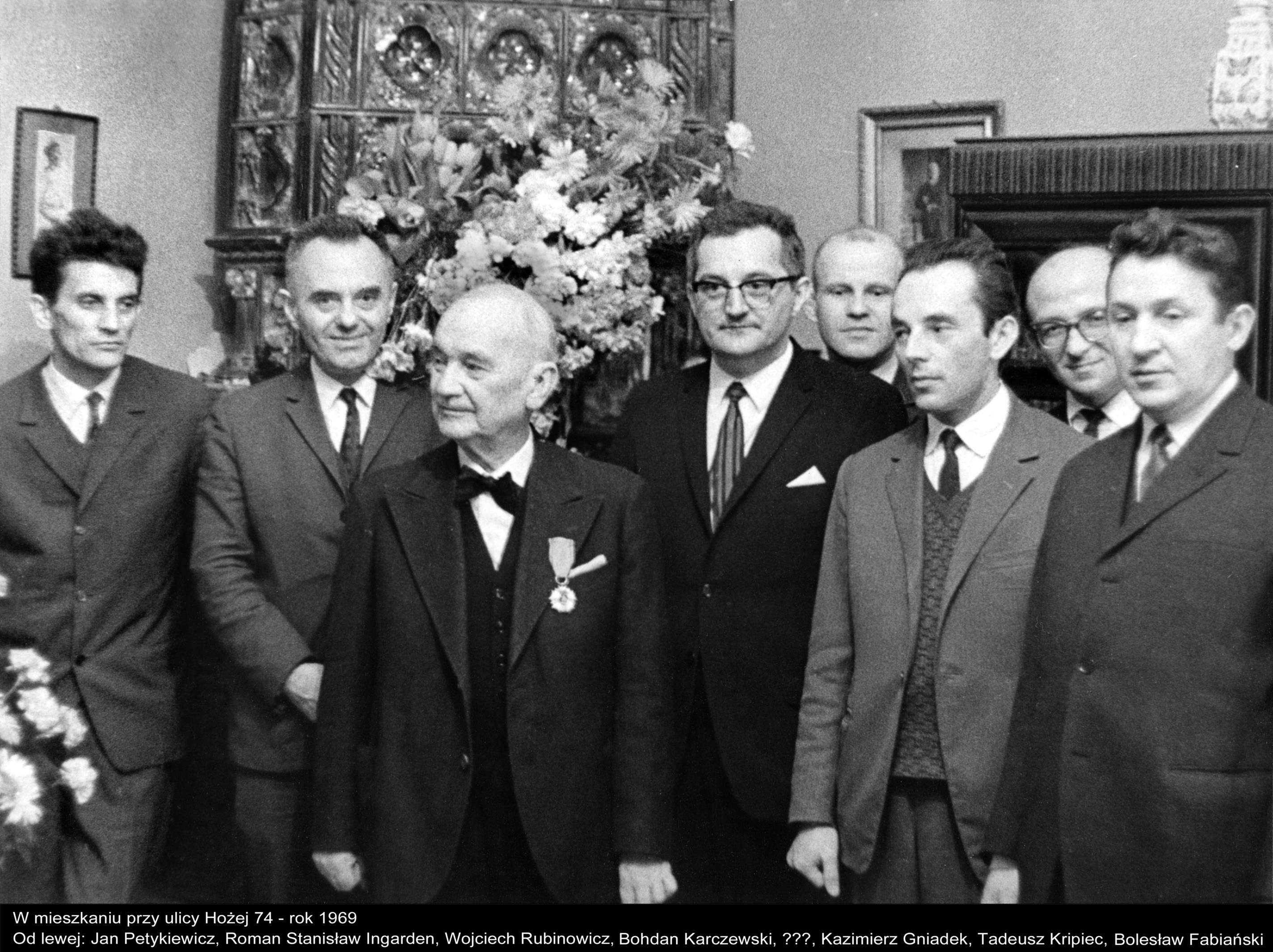
Rubinowicz (dritter von links). Februar 1969.

Sein Interesse an der theoretischen Physik galt drei Gebieten: vor allem der Quantentheorie, danach der Lichtbeugung und schließlich den mathematischen Problemen der theoretischen Physik.
Sein erster Erfolg auf dem Gebiete der Quantentheorie war die Entdeckung der Auswahlregeln bei der Lichtemission in Atomen, die er im Jahre 1918 veröffentlicht hat.
Es war 1928 eine Sensation, als Ira S. Bowen, der spätere Direktor des Mount-Wilson-Observatoriums, in den kosmischen Nebeln einige Spektrallinien entdeckte, die er „verboten“ nannte, weil sie den Auswahlregeln widersprachen (Verbotener Übergang). Einige Zeit meinten damals einige Physiker, dass die Auswahlregeln ein physikalisches Gesetz darstellen, das nur einigermaßen genau gilt. Im gleichen Jahr 1928 gelang es Rubinowicz zu beweisen, dass der Mechanismus der Entstehung dieser Linien ganz anders ist als im Falle der üblicherweise zu beobachtenden Spektrallinien. Sie unterliegen anderen Auswahlregeln. Er entwickelte eine komplette Theorie dieser Spektrallinien und schlug ihre Überprüfung anhand der grünen Spektrallinie des Polarlichtes vor. Die Experimente, die aufgrund seiner Abhandlungen in den Vereinigten Staaten an dieser Linie durchgeführt wurden sowie im Laboratorium von Pieter Zeeman in Amsterdam auf anderen Spektrallinien, bewiesen die Richtigkeit seiner theoretischen Erwägungen.
Unter seinen Abhandlungen über die Lichtbeugungstheorie sind an erster Stelle die Abhandlungen zu erwähnen, die einen Streit zwischen den Anschauungen von Young und Fresnel über Lichtbeugungserscheinungen aus dem Beginn des 19. Jahrhunderts entschieden haben. Die erste Theorie dieser Erscheinung gab der englische Physiker Thomas Young noch im Jahre 1801 an. Die Theorie nahm an, dass das Licht, das auf eine Öffnung fällt, auf deren Kante zerstreut wird, und die Interferenz der Streuwelle mit der einfallenden Welle (geometrische Welle) die Beugungserscheinung erklärt. Einige Jahre später, im Jahre 1816 gab der französische Physiker Augustin Fresnel Argumente, die den Anschauungen Youngs widersprachen, so dass endlich 1818 Young in einem an Fresnel gerichteten Brief selbst seiner Theorie abgeschworen hat. Im Jahre 1882 zeigte der deutsche Physiker Gustav Robert Kirchhoff, wie man die Huygens-Fresnelsche Theorie mathematisch genau formulieren kann. Seitdem herrschte unter den Physikern die Meinung, dass man nur Fresnels Meinungen als richtig anerkennen sollte. Intuitiv ahnend, dass auch Youngs Meinungen ein Körnchen Wahrheit enthalten, hat sich Rubinowicz mit dieser Frage 1917 mit jugendlichem Elan beschäftigt und bewiesen, dass man die durch Kirchhoffs Gleichungen beschriebene Beugung mathematisch ganz genau so umformen kann, dass sie die Beugungserscheinungen aus Youngs Blickpunkt, also durch Interferenz mit der Streuwelle auf der Öffnungskante (boundary diffraction wave) beschreiben kann. Auf diese Weise wurde bewiesen, dass Youngs und Fresnels Ansichten absolut gleichwertig sind. Die Theorie wird heute als Young-Maggi-Rubinowicz-Theorie bezeichnet. Im Jahre 1961 nahm Rubinowicz mit großer Genugtuung zur Kenntnis, dass seine Theorie vom Optik-Experten Emil Wolf von der Rochester University weiter ausgebaut wurde.

## Ehrungen
- Ehrendoktor der Humboldt-Universität zu Berlin (1960)
- Ehrendoktor der Jagiellonen-Universität (1964)
- Ehrendoktor der Universität Breslau (1970)
- 1965 erhielt er die erste Marian-Smoluchowski-Medaille der Polnischen Physikalischen Gesellschaft.

## Aufsätze und Buchkapitel (Auswahl)
(Häufig unter A. Rubinowicz zitiert)
- Zur Quantelung der Hohlraumstrahlung, Physikalische Zeitschrift, Bd. 18, S. 96 (1917).
- Die Eigenschwingungen des Bohr-Debyeschen Wasserstoffmoleküls bei Berücksichtigung der Bewegung der Kerne, Phys. Zs. 18, 187 (1917).
- Die Beugungswelle in der Kirchhoffschen Theorie der Beugungserscheinungen, Annalen der Physik, Bd. 53, S. 257 (1917).
- Bohrsche Frequenzbedingung und Erhaltung des Impulsmomentes, Phys. Zeitschrift, Bd. 19, S. 441 u. 465 (1918).
- Über „verbotene“ Wasserstofflinien, Phys. Zeitschrift, Bd. 29, S. 817 (1928).
- Zum Zeemaneffekt der grünen Nordlichtlinie, Die Naturwissenschaften, Bd. 18, S. 227 (1930).
- Ursprung und Entwicklung der älteren Quantentheorie, in: Geiger, Scheel, Handbuch der Physik: Quantentheorie, Springer Verlag 1933, S. 1–82.

## Bücher
- 1957 Die Beugungswelle in der Kirchhoffschen Theorie der Beugung, PWN Warschau
- 1957 Quantentheorie des Atoms, Joh. Amb. Barth, Leipzig
- 1965 The Miyamoto-Wolf Diffraction Wave in: Progress in Optics Vol. IV, North Holland Publishing Company, Amsterdam
- 1966 Die Beugungswelle in der Kirchhoffschen Theorie der Beugung, 2. Aufl., PWN u. Springer-Verlag
- 1968 Quantum Mechanics, PWN u. Elsevier Publishing Company
- 1973 Sommerfeldsche Polynommethode, PWN u. Springer-Verlag

## Bibliografie
- Adalbert Rubinowicz: Selected Papers, PWN – Polish Scientific Publishers, Warszawa 1975